# WASP-35
WASP-35 — звезда в созвездии Эридана на расстоянии приблизительно 652,3 световых лет от нас. Вокруг звезды обращается, как минимум, одна планета.

## Характеристики
WASP-35 была открыта с помощью орбитальной обсерватории Hipparcos в ходе проекта Tycho. Официальное открытие звезды было совершено 1997 году в рамках публикации каталога Tycho. Наименование звезды в этом каталоге — TYC 4762-714-1. В настоящий момент более распространено наименование WASP-35, данное командой исследователей из проекта SuperWASP.
WASP-35 принадлежит к тому же классу звёзд, что и Солнце, и по своим параметрам очень напоминает наше дневное светило/ Это жёлтый карлик с массой и радиусом почти идентичными солнечным. Температура поверхности составляет около 5990 кельвинов. Возраст звезды оценивается приблизительно в 5,01 миллиардов лет.

## Планетная система
В 2011 году группой астрономов, работающих в рамках программы SuperWASP, было объявлено об открытии  планеты WASP-35 b в системе. Она представляет собой типичный горячий юпитер, обращающийся на расстоянии 0,043 а.е. и совершающий полный оборот за трое с лишним суток. Эффективная температура планеты равна 1450 кельвинам. Открытие планеты было совершено транзитным методом.